# 福士久美子
福士 久美子（別名・フクシクミコ、Qumico Fucci、Polly、Francesbean）は日本の音楽家。シンガーソングライター、編曲家、音楽プロデューサー。自ら作詞・作曲・編曲・プロデュース・演奏を行い独特の世界を創り上げる。
ボーカルの他の担当楽器はキーボード。それ以外にもライブやレコーディングではギター・タンバリンなどを演奏。
1993年にソロデビュー。1996年からSHERBET（Key, Cho, Vo）1998年にSHERBETS（Key, Cho, Vo）に加入。2010年にTHE HiPPY（Key, Cho）を結成するが現在は活動休止中。ソロ活動初期の頃はバンドgrim grimでも活動（Key, Cho）

## 略歴
北海道出身。
1988年中森明菜のシングル「I MISSED "THE SHOCK"」はQumico Fucci名義の作詞・作曲。
作家として作詞・作曲・編曲、CM音楽、TOKYO FMのジングルなど作品を多数提供。TOKYO FMのラジオパーソナリティも務めた。
音楽との出会いは、ジャズミュージシャンだった父親に音楽を教えてもらい5歳で作詞・作曲を始める。自作曲を譜面に起こし、独学で学んでいく。ピアノを自由に弾くのを好み、父方の実家であるお寺でよく叩いていた太鼓にも影響を受ける。子供の頃、母によく連れられて見に行っていたバレエの世界の照明、踊り、音楽の美しさにも強く影響を受ける。
音楽以外でも発想すること・作ることが好きで、服飾デザイナー、自身のスタジオの設計、プロデュースなども手がける。

## 年譜

### ソロ
1993年、フクシクミコ名義でシングル「RASAIYA」でソロデビュー。
1994年、2ndシングル「アンテリージェ」（コーセーCM）、1stアルバム「悲しいライオン」を発表。
1997年、 Polly名義でシングル「MAMMA MIA」（アニメ「MAMMA MIA」主題歌）、福士久美子名義でミニ・アルバム『SMILE SMILE TODAY』を発表。
1998年、自由な音楽を目指し、レコーディング・スタジオ「Studio Hippo」、レーベル「HIPPO RECORDS」設立。
2000年、自身のプロデュースによるオムニバス『Possessed』、福士久美子名義のマキシシングル「SIVA」を発表。
2017年1月25日に久々のソロアルバム『13 TREASURES』をフクシクミコ名義で発表。本作を機にソロ再始動に向け次のアルバムを制作中。

### 参加バンド
1996年、浅井健一とバンド、SHERBET名義でアルバム『セキララ』、シングル「ゴースト」発表。1999年にSHERBETSを結成。Key・Cho・Voを担当。10枚のオリジナル・アルバム、シングル、DVDを多数発表。ライブツアー、フジロックフェスティバル、野外イベント等に多数出演。2016年1月にアルバム『CRASHED SEDAN DRIVE』を発表、2月より全国ツアーを敢行、各地のフェスにも出演。12月23日渋谷club asiaにて「SIBERIAN CHRISTMAS～シャーベッツの世界～」と題したライブを行う。

## 出演
- DAYTIME PARTY（TOKYO FM）